# Kulin (ban)
Kulin (1163. – studeni 1204.), bosanski ban od 1180. do 1204. godine. Poznat je po svojoj povelji. 
S iznimkom jednog vojnog pohoda kojeg je protiv Bizanta vodio 1183. (borio se zajedno sa Srbima i Mađarima kao vazal Hrvatsko-ugarskog kraljevstva), Bosna je njegovu vladavinu provela u miru.
Povelja Kulina bana počinje znakom križa, katoličkom invokacijom, poziva se na Evanđelje, a Radivoj navodi da je napisana od rođenja Kristova tisuću i sto i osamdeset i devet ljeta, mjeseca augusta i dvadeset i deveti dan (na dan) odrubljenja glave Ivana Krstitelja. Taj dan Rimokatolička Crkva svetkuje kao Dan Ivana Glavosijeka. Sve to nedvojbeno pokazuje da je Kulin ban bio katolik. Nije poznato da li je i kada Kulin ban prihvatio patarenstvo ili su ga vladari susjednih zemalja optuživali kod pape kako bi osvojili Kulinovu Bosnu. 
Zbog toga, papa je kroz hrvatsko-ugarskog kralja na njega izvršio pritisak, pa je Kulin ban 1203. organizirao skup na Bilinom polju gdje je, pred papanim izaslanikom Ivanom de Kazamarisom i svjedokom dubrovačkim arhiđakonom Marinom, objavio svoju privrženost Katoličkoj Crkvi i odrekao se bilo kakve hereze.

### Vladavina
Nakon protjerivanja bana Borića u Slavoniju, bizantska vojska je 1164/65. godine osvojila Bosnu, Usoru (sa Solima), Dalmaciju, Srijem i dijelove Hrvatske. Kulin je možda došao na vlast nakon smrti cara Manuela I., 1180. godine, kao bizantski vazal. Kulinova banovina u Bosni se prostirala od Drine do Vlašića, s pokrajinama Vrhosnom (današnja središnja Bosna s dijelovima istočne Bosne) i Usorom (sa Solima). S obzirom na teritorijalnu veličinu, papinski izaslanik Ivan de Kazamaris predložio je 1203. godine da se u Bosni uspostave tri biskupije. Za vladavine Kulina bana, pored političke stabilnosti, događa se i značajan gospodarski razvoj. Gospodarstvo se temeljilo na rudarstvu i trgovačkim vezama s gradovima u Dalmaciji, posebno s Dubrovnikom. Iz povelje, koja je izdata 29. kolovoza 1189. može se zaključiti da je u to vrijeme postojala uređena feudalna struktura u njegovoj banovini. Kulin ban se ponašao kao i svaki drugi feudalni vladar. Kulinova vladavina u narodu je zapamćena kao razdoblje blagostanja. U tome leži porijeklo izreke Za Kulina bana i dobrijeh dana. Kulin je kao ban Bosne jamčio Dubrovčanima slobodu trgovine. Oko bana tada se već nalazi određeni izvršni aparat vlasti, pošto Kulin ban obećava zaštitu Dubrovniku od njegovih časnika. Ova povelja dokazuje da je u vrijeme njenog izdavanja postojala organizacija i određeni pravni sustav. Jačanjem trgovinskih veza između Dubrovnika i Bosne dolazi do razvitka trgovačkih središta u Bosni.

### Bilinpoljski sabor
Za vrijeme Kulina bana javljaju se prve vijesti o širenju heretičkog učenja u Bosni, koje je navodno uzelo toliko maha da ga je prihvatio i sam Kulin ban, s obitelji, rodbinom i mnogo naroda. O tome je papu Inocenta III. godine 1199. prvi izvijestio zetski knez Vukan, stariji sin velikog raškog župana Stefana Nemanje. Knez Vukan piše da se "u zemlji hrvatsko-ugarskog kralja, to jest u Vrhbosni, razvija hereza ne malih razmjera, i to u tolikoj mjeri da je i sam ban Kulin, pošto je sa svojom ženom i svojom sestrom, udovicom pokojnog Miroslava Humskog, i sa više svojih srodnika bio zaveden preveo u onu herezu više od deset hiljada kršćana". Sve do ovog pisma kneza Vukana nije se pojava heretika i njihovog učenja u Kulinovoj banovini ozbiljno uzimala, iako se, preko različitih kanala iz Dalmacije i Dubrovnika, za nju moralo i ranije znati.  U Rimu su tek navodi iz pisma kneza Vukana primljeni i shvaćeni kao vrlo ozbiljno i vjerodostojno upozorenje, pa su odmah preduzete određene radnje da se hereza u Bosni u korijenu sasiječe. Papa se na prvom mjestu već 1200. obratio pismom hrvatsko-ugarskom kralju Emeriku, tražeći njegovu intervenciju protiv heretika u Bosni. Intervencija je nužna ne samo radi Bosne nego i radi toga "da ova bolest, ako se u početku ne suzbije, ne zarazi okolne zemlje pa da se i po ostatku hrvatskog i ugarskog kraljevstva ne razvije njena pošast". Emerik je odmah prihvatio papin poziv, videći u intervenciji mogućnost da uz podršku pape ostvari svoje političke pretenzije. Time je započela bliska suradnja između pape i ugarsko-hrvatskih kraljeva u zajedničkoj borbi protiv moguće i stvarne hereze u Bosni, a realno protiv bilo kakvih oblika samostalnosti rubova kraljevstva.
Dogovorena akcija pape i hrvatsko-ugarskog kralja Emerika protiv moguće lokalne hereze, potaknuta izvještajem zetskog kneza Vukana, pada u vrijeme borbe za srpsko prijestolje, na prijelazu iz 12. u 13. st. kada su ugarski vladari nosili i naslov "srpskog kralja". Nakon što je 1202. pomogao Vukanu da zbaci Stefana i za kratko se vrijeme domogne položaja velikog srpskog župana, hrvatsko-ugarski kralj je mislio da se može okrenuti Bosni i potvrditi njenu političku zavisnost.
Pred opasnošću od dolaska kraljeve vojske i rata, Kulin ban je odmah pokazao volju da u pogledu vjere prihvati sve što od njega traži papa. U pismu papi pravdao se da nije znao razlikovati heretike od katolika, te da je spreman primiti svaku pouku, pa u tom smislu moli papu da pošalje u Bosnu svog izaslanika, koji će njega i njegove ljude ispitati i uputiti u stvarima vjere. Papa je prihvatio njegov zahtjev i poslao u Bosnu čovjeka svog posebnog povjerenja, vlastitog dvorskog kapelana, već spominjanog Ivana de Kazamarisa.
On je prema dobivenim uputstvima trebao postupiti kao i u ranijim sličnim misijama, odnosno istragama vođenim protiv katara i patarena po Italiji i Francuskoj, što je značilo da prvo pokuša prevesti heretike "na put istine", a ako se ne odazovu onda da se protiv njih postupi po propisima koje je izdao papa, što je značilo da se upotrijebi sila. Papin izaslanik, u pratnji dubrovačkog arhiđakona Marina, stigao je u Vrhbosnu početkom travnja 1203. godine. Odmah je na Bilinom polju, "pored rijeke" (na području Zenice) održao sabor sa starješinama krstajana, Kulinom banom, njegovim časnicima i narodom. Ispitivanjem krstjanskih starješina ustanovio je da njihovi vjerski pogledi i obredna praksa u nekim pitanjima odudaraju od učenja Katoličke crkve.
Usto je zatražio od starješina da se odreknu spornih točaka svog učenja. Oni su na to odmah pristali, pa su 8. travnja 1203. potpisali akt o odbacivanju (abjuraciji) heretičkog učenja i prakse. Pored prisutnih starješina krstjana, potpis je dao i sam Kulin ban te, kao svjedok, dubrovački arhiđakon Marin. Kazamaris je tako obavio posao u Bosni u skladu s uputstvima pape Inocenta III., koji je, za razliku od svojih prethodnika, vodio blažu politiku prema protivnicima hijerarhijskog ustrojstva crkve, ako njihova vjerska djelatnost nije bila u suprotnosti sa službenim katoličkim dogmama.
Tamo gdje ta politika nije dala željenog učinka, Inocent III. nije oklijevao da proglasi križarski pohod, kao što je to učinio 1209. protiv albižana (Albigenses), francuskog ogranka sekte katara. Na području Bosne je 1203. godine ta politika očito dala željeni učinak pa je Ivan de Kazamaris, smatrajući da je završio posao, krenuo u Ugarsku da se i tamo potvrdi ono što je utanačio i potpisao na Bilinu polju. Radi toga je poveo sa sobom sina Kulina bana i dvojicu lokalnih crkvenih starješina, po imenu Ljubina i Bragetu. Oni su pred kraljem i kaločkim nadbiskupom (Kaloča - danas malo mjesto u mađarskom Podunavlju u području Kecskemeta, a nekada sjedište vrlo značajne nadbiskupije) i drugom ugarskom gospodom, "u ime sve svoje braće i samog bana Kulina", ponovili zakletvu da će se pridržavati svih datih obveza. Sinu Kulina bana je uručen nalog s kraljevim pečatom, kao uputa banu da pazi da se primljene obveze poštuju i da se izvršava sve ostalo što bi u vjerskim stvarima od njegovih ljudi tražila rimska crkva. Ako bi Kulin ban svjesno podržavao i štitio heretike, bio bi dužan platiti globu od tisuću maraka srebra, koju bi po pola dijelili papa i kraljeva blagajna. Pismom datiranim u Ugarskoj 10. lipnja 1203. Kazamaris je izvijestio papu da je obavio posao s "bivšim patarenima" u Bosni.
Moguće je, da je Kulin ban bio blizak srodnik bana Borića, prvog bosanskog vladara poznatog po imenu, ali se s ovom tvrdnjom ne slažu svi. Njegova sestra bila je supruga zahumskog kneza Miroslava Zavidovića. Supruga bana Kulina je bila Vojslava, sestra Stefana Nemanje. Ona i Kulin su imali više potomstva, ali su poznata samo dva sina: Stjepan Kulinić, Kulinov nasljednik i sin koji je spomenut 1203. godine u Bilinopoljskoj izjavi i kojemu je banat realno sužen na Usoru i Soli, zbog vjerskih nemira u Vrhbosni.
Kulin ban je preminuo 1204. godine u studenom. Naslijedio ga je sin Stjepan, koji je bio odan Katoličkoj crkvi i njenoj hijerahiji, što je uzrokovalo probleme s djelom plemstva Ivan de Kazamaris Kulina bana naziva moćnim mužem i velikim banom.

## Povelja Kulina bana
Povelja Kulina bana je ugovor od 29. kolovoza 1189. godine iz Bosne i Dubrovačke Republike, u kojem Kulin ban dopušta Dubrovčanima slobodno trgovanje po Bosni; to je najstarija sačuvana bosanska isprava pisana narodnim jezikom s primjesom crkvenoslavenskog jezika. U svijetu postoje tri primjerka Povelje. Osim dva koja su u Dubrovniku, postoji i treći, koji je prenesen u Sankt Petersburg. U Sarajevu je njena replika. To je tek prvi u nizu dokumenata bosanskih vladara koji otkrivaju više o Bosni tog vremena i njenim dobrim danima.
U ime Oca i Sina i svetoga Duha
† Ja, Ban Bosanski Kulin, obećavam Tebi kneže Krvašu i svim građanima Dubrovčanima pravim Vam prijateljem biti od sada i dovijeka.
I pravicu držati s Vama i pravo povjerenje, dokle budem živ.
Svi Dubrovčani koji hode kuda ja vladam, trgujući, gdje god se žele kretati, gdje god koji hoće, s pravim povjerenjem i pravim srcem, bez ikakve zlobe, a šta mi ko da svojom voljom kao poklon.
Neće im biti od mojih časnika sile, i dokle u mene budu, davati ću im pomoć kao i sebi, koliko se može, bez ikakve zle primisli. Neka mi Bog pomogne i ovo Sveto Evanđelje...
Ja Radoje banov pisar pisah ovu knjigu banove povelje od rođenja Kristova tisuću i sto i osamdeset i devet ljeta, mjeseca augusta i dvadeset i deveti dan, (na dan) odrubljenja glave Ivana Krstitelja.
U narodu je vladavina bana Kulina ostala zapamćena po dobrobiti i blagostanju, pa je jedini srednjovjekovni vladar koji je ušao u narodnu poslovicu: Od Kulina bana i dobrijeh dana. Za vrijeme Kulina bana pamti se najveći ekonomski, gospodarski i društveni razvitak Bosne i Hercegovine.

## Vanjske poveznice
- Dan kada je Kulin ban pisao povelju - Al-Jazeera Balkans

| Prethodnik: | Bosanski ban 1180. – 1204. | Nasljednik: |
| Borić       | Bosanski ban 1180. – 1204. | Stjepan     |